# Rhopaloblaste elegans
Rhopaloblaste elegans là loài thực vật có hoa thuộc họ Arecaceae. Loài này được H.E.Moore miêu tả khoa học đầu tiên năm 1966.